# Bisdom Montería
Het bisdom Montería (Latijn: Dioecesis Monteriensis) is een rooms-katholiek bisdom met als zetel Montería, in Colombia. Het bisdom is suffragaan aan het aartsbisdom Cartagena. 

## Geschiedenis
Het bisdom werd opgericht op 20 november 1954, uit delen van het aartsbisdom Cartagena en het apostolisch vicariaat San Jorge.  

## Parochies
Het bisdom had in 2021 een oppervlakte van 14.500 km2 en telde 1.479.380 inwoners waarvan 95,1% rooms-katholiek was.

## Bisschoppen
- Rubén Isaza Restrepo (4 november 1956 - 2 november 1959)
- José de Jesús Pimiento Rodriguez (30 december 1959 - 29 februari 1964)
- Miguel Antonio Medina y Medina (23 maart 1964 - 20 mei 1972)
- Samuel Silverio Buitrago Trujillo (18 december 1972 - 11 oktober 1976)
- Carlos José Ruiseco Vieira (28 maart  1977 - 23 september 1983)
- Ramón Darío Molina Jaramillo (23 maart  1984 - 19 januari 2001)
- Julio César Vidal Ortiz (31 oktober 2001 - 16 juli 2011)
- Ramón Alberto Rolón Güepsa (27 oktober 2012 - heden)

## Galerij van afbeeldingen

Wapen van het bisdom Montería

Cartagena (aartsbisdom) · Magangué · Montelíbano · Montería · Sincelejo